# Евномія
Евно́мія (грец. Ευνομία — добрий закон, добре право, добра конституція) — у давньогрецькій міфології одна з найвродливіших ор (океанід), яка від Зевса народила трьох харит. Евномія, разом з сестрами Діке і Ейреною охороняють ворота Олімпу.
Найвідоміший храм Евномії був у Фігалії в Аркадії.